# In Flanders Fields Museum
In Flanders Fields Museum – muzeum w Ieper (fr. Ypres)  poświęcone historii I wojny światowej na froncie zachodnim we Flandrii Zachodniej, koncentrujące się na indywidualnych historiach i świadectwach uczestników wojny.    

## Nazwa
Nazwa muzeum nawiązuje do tytułu wiersza In Flanders Fields (pol. „Wśród Flandrii pól”) napisanego w maju 1915 roku przez lekarza armii kanadyjskiej i poetę Johna McCrae (1872–1918).

## Opis
Muzeum poświęcone jest historii I wojny światowej na froncie zachodnim we Flandrii Zachodniej, jej zakończeniu i upamiętnieniu. Mieści się w gmachu sukiennic w Ieper, które było miejscem krwawych walk podczas pierwszej (1914), drugiej (1915) i trzeciej bitwy pod Ypres (1917). 
Muzeum zostało otwarte w 1998 roku, jest następcą wcześniejszych placówek muzealnych w Ieper upamiętniających I wojnę. W 2012 roku udostępniło nową wystawę stałą. 
Interaktywna wystawa koncentruje się na inwazji na Belgię w pierwszych miesiącach wojny i walkach okopowych w regionie Westhoek od Nieuwpoort do rzeki Leie. Zbiory muzeum obejmują indywidualne świadectwa, fotografie i przedmioty z okresu. 
Zwiedzający po podaniu miejsca urodzenia otrzymują informacje o walczących z ich miasta i regionu w formie elektronicznej i na tej podstawie mogą opracować własną trasę zwiedzania. Zwiedzający mogą wejść na dzwonnicę, skąd roztacza się widok na miasto i okoliczne pola bitew. 
Muzeum prowadzi programy edukacyjne dla uczniów i studentów z kraju i zagranicy. Działa tu również centrum badawcze, gdzie m.in. można uzyskać informacje o poległych członkach rodziny.  
W ciągu niespełna czterech lat od otwarcia, muzeum odwiedziło 4,6 miliona osób, kolejne 1,7 miliona zobaczyło nową wystawę (od 2011 roku do kwietnia 2018 roku). Średnio co roku muzeum odwiedza ćwierć miliona zwiedzających. Około 65% zwiedzających to turyści zagraniczni, przede wszystkim z Wielkiej Brytanii, Holandii, Australii, Kanady, USA, Francji, Nowej Zelandii, Irlandii i Niemiec.